# 国家视听研究院
国家视听研究院（法語：Institut national de l'audiovisuel，简称INA）是法国的一个公立工商业机构，总部位于马恩河畔布里，负责存档视听作品，并为所有观众、专业人士、公司或个人制作、编辑、出版、营销和分发视听内容和多媒体。
自2006年起，民众可在ina.fr网站免费搜寻视听资料。